# Thomas Herrmann (Kommentator)
Thomas Herrmann (* 15. Februar 1955) ist ein deutscher Fußball-Kommentator und Journalist.

## Karriere
Herrmann begann seine Laufbahn 1982 in der Sportredaktion des ZDF, für das er unter anderem von den Olympischen Winterspielen 1988 und 1992 sowie der Vierschanzentournee 1991/92 berichtete. 1992 wechselte er zu Sat.1, wo er für die Sendung ran Bundesligaspiele kommentierte.
Zehn Jahre später wechselte er zum DSF, für das er die Bereiche Fußball und News leitete. Als Chefreporter kommentierte er die Sonntagsspiele der zwei höchsten deutschen Spielklassen. Seit der Umbenennung in Sport1 kommentiert Herrmann unter anderem die Montagsspiele der Zweiten Liga und internationalen Fußball. Ab Gründung des mittlerweile eingestellten Senders LIGA total! kommentierte Herrmann auch dort. Herrmann war Kommentator der Fußballsimulation FIFA 06.
Für einen Eklat sorgte Herrmann, als er am 20. November 2012 im Fantalk eine Gruppe von BVB-Fans verbal angriff. Vorausgegangen waren Jubelschreie der Fans anlässlich des Führungstreffers des FC Valencia gegen den FC Bayern München in der Champions-League-Gruppenphase. Herrmann ist bekennender Fan des TSV 1860 München und Bayern-Sympathisant.